# Elaine, Arkansas
Elaine är en stad i Phillips County i Arkansas, USA. Den hade 865 invånare år 2000.

## Historia
1919 kommenderarade guvernör Charles Hillman Brough ut federala trupepr för att få stopp på massakern i Elaine. Han följde personligeh ned trupperna, utsedda av USA:s dåvarande president Woodrow Wilson, dit.
Klockan 06:15 på morgonen, den 26 april 2011 slog en tornado, till mot Elaineområdet.

## Utbildning
Marvell-Elaines skoldistrikt omfattar samhället. Marvell Primary School and Marvell High School i Marvell används i Elaine.
Tidigare fanns Elaines skoldistrikt. Den 1 juli 2006 gick Elainedistriktet samman med Marvelldistriktet. Då distriktet fanns, hade man hand om Lucilia Wood Elementary School och Elaine High School.

## Berömda personer från Elaine
- John Hughey, countrymusiker
- Levon Helm
- Barry Williamson, Texaspolitiker, uppväxt i Elaine

### Fotnoter
1. ↑  United States Census Bureau, 2010 U.S. Gazetteer Files, United States Census Bureau, 2010, läst: 9 juli 2020.[källa från Wikidata]
2. ↑  United States Census Bureau (red.), USA:s folkräkning 2020, läs online, läst: 1 januari 2022.[källa från Wikidata]
3. ↑  NWS Memphis Office Report
4. ↑  "Schools Arkiverad 3 juli 2011 hämtat från the Wayback Machine.." Marvell-Elaine School District. Läst 2 mars 2011.
5. ↑  "Consolidation/Annexations of LEA's (1983-2010) Arkiverad 24 september 2010 hämtat från the Wayback Machine.." Arkansas Department of Education. Läst 2 mars 2011.
6. ↑  "Lucilia Wood Elementary School." Information Network of Arkansas (State of Arkansas). Retrieved on March 2, 2011. "100 College St. Elaine, AR 72333"
7. ↑  "Elaine high School." Information Network of Arkansas (State of Arkansas). Läst 2 mars 2011. "100 College St. Elaine, AR 72333"